# Засоби масової інформації Чаду
Засоби масової інформації в Республіці Чад перебувають під контролем уряду країни.

## Телевізійні канали

### Урядові
- ONAMA (TELE TCHAD)
- ONAMA PROVINCIAL STATIONS

### Приватні
- ELECTRON TV
- AL NASSOUR TV
- AL NASSOUR 24 TV
- TCHAD 24 TV
- LALE TC TCHAD

## Телекомунікаційні компанії
- Sotel Tchad
- TchadNet
- Bharti Airtel (Airtel Chad)
- Millicom (Tigo Chad)
- Tchad Mobile (Orascom)
- Sitcom.
- Salam Mobile
- Maroc Telecom.
- Tigo Airtel

## Свобода слова
Репортерів часто заарештовують за їхні матеріали. Більшість з них зазвичай досить швидко звільняють, але деяких свавільно утримують тижнями або навіть місяцями, а ще більше піддаються жорстокому поводженню під час затримання. У 2019 році редактор газети, якого спочатку звинуватили в наклепі на колишнього міністра уряду, був засуджений до трьох років ув'язнення за "об'єднання з метою вчинення комп'ютерних злочинів" - звинувачення, сфабриковане прокуратурою з єдиною метою - утримати його у в'язниці, де він зазнав фізичного нападу та утримується в жахливих умовах.
Висвітлення безкарності або критика президента Ідрісса Дебі Ітно та наближених до нього осіб є неприпустимим і може призвести до висилки (для іноземних журналістів), викрадення та свавільного затримання (для чадських журналістів) і закриття засобів масової інформації - долі, якої зазнала щотижнева газета у 2018 році. Журналісти наражаються на загрозу тероризму, як це сталося у 2019 році, коли оператор національного телебачення, який подорожував з армійською колоною, підірвався на міні на дорозі. Журналісти також зазнавали насильства з боку сил безпеки під час висвітлення вуличних протестів проти урядових заходів жорсткої економії. У відповідь на заклики журналістських асоціацій у лютому 2018 року чадські ЗМІ влаштували «День без преси», під час якого медіа припинили мовлення та публікації на цілий день, щоб засудити напади на журналістів та ЗМІ з боку політичної поліції та звичайної поліції, які користуються повною безкарністю. Через місяць влада заблокувала доступ до соціальних мереж і відновила його лише в липні 2019 року, тобто через 470 днів. Це зробило Чад однією з найгірших кіберцензур в Африці за останні роки.